# 시이라
시이라 (シイラ, 만새기를 뜻하는 일본어)는 맥 OS X용 오픈 소스 웹 브라우저이다. 이 브라우저는 렌더링 엔진으로 웹킷을 사용한다.

## 기능과 성능
이 브라우저가 사파리를 염두에 두고 개발된 브라우저라, 두 브라우저의 기본 특성은 비슷하다. 하지만 시이라는 사파리의 몇 가지 기능을 향상시켰다. 툴바에 있는 검색 필드는 많은 검색 엔진을 포함하고 있고, 탭 브라우징도 유연하게 바뀌었다. 시이라는 또한 코코아 API를 이용하여 사용자들이 인터페이스를 커스터마이징할 수 있게 해준다.
시이라는 브라우저에서 PDF를 기본으로 볼 수 있는 기능이 내장되어 있다.

## 같이 보기
- 웹 브라우저 목록